# Valin
Valin (Val, V) esencijalna aminokiselina (ljudski organizam je ne može sintetizovati). 2-amino-3-hidroksibutanska kiselina (2-aminoizovalerijanska kiselina) ima razgranat ugljenikov lanac (kao i leucin i izoleucin).
Hemijska formula: (CH3)2CHCHNH2COOH
Izvor valina u prehrani je riba, sir, pernata živad, i neke semenke.

## Literatura
- Кораћевић, Даринка; Бјелаковић, Гордана; Ђорђевић, Видосава. Биохемија. савремена администрација. ISBN 978-86-387-0622-8.

## Spoljašnje veze
- Bionet škola Архивирано на веб-сајту  (2. март 2014)
- Mediji vezani za članak Valin na Vikimedijinoj ostavi